# The Woman in Me (Needs the Man in You)
«The Woman in Me (Needs the Man in You)» — песня канадской певицы Шанайи Твейн, третий сингл с её второго студийного альбома The Woman in Me (1995). В 1996 году видеоклип выиграл награду Favorite Video of the Year award на церемонии Golden Pick Awards .

## История
Песня вышла 9 августа 1995 года. Сингл был коммерчески успешным; он достиг 1 места в Канадском кантри-чарте (где по итогам всего года стал лучшим синглом в жанре кантри-музыки) и 14 места в американском Billboard Hot Country Songs (США).
Песня получила смешанные отзывы музыкальной критики и интернет-изданий: Billboard.
Премьера видеоклипа состоялась 9 августа 1995 года. На церемонии Golden Pick Awards в  1996 году видеоклип выиграл награду Favorite Video of the Year award.

## Чарты и сертификации
| Чарт (1995)                       | Высшая позиция |
| --------------------------------- | -------------- |
| Канада (RPM Adult Contemporary)   | 22             |
| Канада (RPM Country Tracks)       | 1              |
| США (Billboard Hot 100)           | 901            |
| США (Billboard Hot Country Songs) | 14             |

1 «(If You’re Not in It for Love) I’m Outta Here!»/«The Woman in Me (Needs the Man in You)»

### Итоговые годовые чарты
| Чарты (1995)                | Позиция |
| --------------------------- | ------- |
| Canada Country Tracks (RPM) | 1       |